# PDF/A
PDF/A (англ. Portable Document Format / A) — стандарт ISO 19005-1:2005 (опубликован 1 октября 2005 г.) для долгосрочного архивного хранения электронных документов и базируется на описании стандарта PDF версии 1.4 от Adobe Systems Inc. (использовался в Adobe Acrobat 5).
В действительности, PDF/A является подмножеством формата PDF, из которого исключены некоторые особенности, не подходящие для долгосрочного архивного хранения. Реализовано аналогично определению подмножества PDF/X для целей печати и полиграфии.
В дополнение, стандарт определяет требования к программным продуктам, которые читают файлы формата PDF/A. «Совместимый редактор» должен следовать определённым правилам, включая рекомендации по управлению цветом, использование внедрённых шрифтов при визуализации документа и пользовательский интерфейс для отображения содержимого внедрённых аннотаций.

## Описание
Стандарт не определяет стратегию хранения или цели системы архивирования. Он определяет «профиль», совокупность параметров для электронных документов, которые гарантируют, что документ может быть воспроизведён в том же виде и через несколько лет. Ключевой элемент воспроизводимости состоит в требовании, чтобы документы в формате PDF/A были на 100 % самодостаточными. Вся информация, необходимая для того, чтобы каждый раз отображать документ в неизменном виде, внедрена в файл. Сюда входит (не ограничиваясь только этим) всё содержимое документа (текст, растровые изображения и векторная графика), шрифты и информация о цвете. Документы формата PDF/A не могут использовать информацию из внешних источников (как то шрифтовые программы или гиперссылки).
Другие ключевые элементы для соответствия требованиям PDF/A включают:
- запрещён аудио- и видеоконтент;
- запрещено внедрение кода на javascript и команд на запуск исполняемых файлов;
- все шрифты должны быть внедрены, а также они должны быть легально внедряемы для неограниченного универсального отображения. Это также касается и так называемых стандартных шрифтов Postscript, таких как Times или Helvetica;
- цветовые пространства определяются независимым от устройства способом;
- шифрование не разрешено;
- предписывается использование основанных на стандартах метаданных.

## Уровни соответствия и версии
Стандарт определяет два уровня соответствия для PDF-файлов:
- PDF/A-1a — соответствие Уровню A (в Части 1);
- PDF/A-1b — соответствие Уровню B (в Части 1).

PDF/A-1b ставит целью обеспечение надёжного воспроизведения внешнего вида документа. PDF/A-1a включает все требования стандарта PDF/A-1b и дополнительно требует, чтобы была включена структура документа, ставя при этом целью обеспечение возможности поиска и переназначения (преобразования) содержимого документа.
Версия «PDF/A-2» разработана в 2011 и обратно совместима с PDF/A-1. Она основана на описании стандартов PDF версий 1.5, 1.6 и 1.7.

## Идентификация
Документ формата PDF/A может быть распознан потому, что его метаданные расположены в пространстве имён "http://www.aiim.org/pdfa/ns/id". Однако заявлять соответствие документа стандарту PDF/A и действительно поддерживать его — не одно и то же:
- PDF-документ может быть совместимым с PDF/A, исключая отсутствие правильных метаданных PDF/A. Это может случиться, например, с документами, сгенерированными до определения стандарта PDF/A, когда авторы осознавали те особенности документа, которые следуют из задач долговременного хранения;
- PDF-документ может быть определён как PDF/A, но может содержать вещи, недопустимые в PDF/A; таким образом, документы, которые заявлены как PDF/A-совместимые, должны быть протестированы на соответствие стандарту PDF/A.

## Недостатки
Так как документ формата PDF/A должен включать все шрифты, которые он использует, файл PDF/A часто большего размера, чем его PDF-эквивалент, не содержащий внедрённых шрифтов. Это может быть нежелательно при хранении большого числа небольших документов, содержащих одни и те же шрифты, так как один и тот же шрифт будет внедрён в каждый из файлов. Однако при хранении большого числа небольших документов в одном архиве, из-за свойств алгоритмов сжатия, разница между использованием PDF с внедрёнными шрифтами и без них — незначительна.

## Происхождение
PDF/A изначально был новой совместной инициативой Ассоциации поставщиков печатных, издательских и конвертирующих технологий (NPES) и Ассоциации по вопросам управления информацией и изображениями (AIIM), направленной на разработку международного стандарта, который определяет использование PDF для целей архивирования и сохранения документов. Целью было обеспечить растущую потребность электронного архивирования документов средствами, с помощью которых гарантировалось бы сохранение содержимого документов в течение продолжительного периода времени и в дальнейшем бы обеспечивалась возможность получения и отображения документов с цельным и предсказуемым результатом. Потребность в таком формате существует в растущем числе международных, правительственных и отраслевых приложений, включая юридические системы, библиотеки, регулируемые отрасли и т. д.